# Valentin Prokopov
Valentin Prokopov (rus: Валенти́н Ива́нович Проко́пов, 10 de juny de 1929 – abans de 2016) va ser un waterpolista rus que va competir per la Unió soviètica en els Jocs Olímpics de 1952 i en els del 1956. Esdevingué notori per agredir el jugador hongarès Ervin Zádor en el bany de sang de Melbourne.
El 1952 fou part de l'equip soviètic que va acabar setè en la competició olímpica de waterpolo. Hi va jugar tots nou partits i va marcar com a mínim dos gols (no es coneixen tots els golejadors). Quatre anys més tard va guanyar la medalla de bronze amb l'equip soviètic en la competició olímpica de 1956, en la qual va jugar sis partits sense marcar cap gol.